# Reinhold Frosch
Reinhold Frosch (9 de abril de 1935-14 de febrero de 2012) fue un deportista austríaco que compitió en luge en las modalidades individual y doble.
Ganó tres medallas en el Campeonato Mundial de Luge, en los años 1958 y 1960, y una medalla en el Campeonato Europeo de Luge de 1962.

## Palmarés internacional
| Campeonato Mundial | Campeonato Mundial           | Campeonato Mundial | Campeonato Mundial |
| Año                | Lugar                        | Medalla            | Prueba             |
| ------------------ | ---------------------------- | ------------------ | ------------------ |
| 1958               | Krynica (Polonia)            | Medalla de bronce  | Individual         |
| 1960               | Garmisch-Partenkirchen (RFA) | Medalla de oro     | Doble              |
| 1960               | Garmisch-Partenkirchen (RFA) | Medalla de plata   | Individual         |
| Campeonato Europeo |                              |                    |                    |
| Año                | Lugar                        | Medalla            | Prueba             |
| 1962               | Weissenbach (Austria)        | Medalla de bronce  | Doble              |